# Enchanted Mesa Trading Post
L'Enchanted Mesa Trading Post est un bâtiment commercial américain à Albuquerque, dans le comté de Bernalillo, au Nouveau-Mexique. Construit en 1948 dans le style Pueblo Revival, il est inscrit au Registre national des lieux historiques depuis le 9 janvier 1998.